# Iモード.net
iモード.net（アイモードドットネット）は、NTTドコモが提供していた携帯電話のiモードメールが、パソコンからも送受信できるようになるサービスのことである。2008年3月11日に開始され2015年2月28日にサービスを終了した。

## 概要
自身が持つ携帯電話のiモードメールアドレスを、パソコンからも利用できるWebメールサービスである。インターネットに接続されたパソコンがあれば、通常のiモードメールと同じ感覚で、絵文字を使用したメールやデコメールを作成できる。受信においても、絵文字やデコメールを携帯電話で受信した時のようにブラウザ上で表示することができる。添付された画像のダウンロードも可能である。
メールを受信する時は、iモード.net上と携帯電話の両方で受け取る。なお、迷惑メール対策等のメール受信制限を行っているときは、iモード.net上でもそのルールに従って受信する。
初回利用時、ワンタイムパスワードが必要である。ワンタイムパスワードは、iモード.netにDoCoMoIDでログインした後、自身の携帯電話にワンタイムパスワードが記述されたメール（メール受信のパケット通信料は有料）を送ることによって取得する。なお、ログイン後の設定によって次回からワンタイムパスワードを取得せずにログインできる。ワンタイムパスワードを取得しない設定でログインすると、ログイン通知メール（受信は無料）が携帯電話に届く。
なお、ケータイデータお預かりサービスに契約していると、電話帳データをiモード.net上で利用できる。
またiモード.netに契約していると、新着確認ツールというアプリケーションをパソコン上にインストールすることができる。常駐させると、新着メールが通知される。
なお2009年2月3日より、以下の機能を追加している。
- メールの保護機能
- メールのステータス変更（未読／既読の切替え）機能
- メールをステータス（未読／既読／保護）毎にフィルタして表示する機能
- Webページの文章などのコピーペースト機能

## 料金
月額200円（税込210円）。月途中の契約・解約においては日割で計算される。
なお、初回利用時に限り使用開始から30日間は無料で利用できる。

## 利用方法
PCサイトである My docomoサイトにアクセスし、My docomo IDとパスワードを入力してログインをする。
iモード.netへアクセス。
初めてのアクセスの際はiモードからワンタイムパスワードを発行しログインする。2回目以降はログイン通知メールを受け取る設定にすれば必要ない。

## モバイルモード
- 2009年4月より、それまで利用ができなかったBlackBerryやWindows Mobile、Androidベースのスマートフォンでもiモード.netが利用できるようになった。Webメールを使っての送受信であり、スマートフォンのメーラと同期などが取れるわけではないため、定期的にブラウザでアクセスする必要がある。[2]
- 推奨機種はBlackBerry BoldとHT-01A、HT-02A、HT-03A、T-01A、SC-01B、SO-01B、T-01B、SH-10Bである。

### iモード.netアプリ
- 2009年10月1日には、T-01A向けに、「iモード.netモバイルアプリ」が公開されている[3]。SC-01B、SO-01B発売と同時に、同機種版もそれぞれ開始されているが、何れの場合も自端末番号に設定したアドレス宛メールは閲覧できず、iモード.netの設定のある別番号契約のアドレス宛のみ閲覧設定が可能となっているので、注意が必要。
- HT-03AやXperiaではサードパーティーアプリケーションで新着通知アプリが公開されている。

### spモード
2010年9月よりspモード対応機種であれば、iモードのメールアドレスをspモードに移行することで、iモード.netモバイルモードを使わなくても、リアルタイムでメールを受信することが可能となる。

## 注意点
- 利用するには、docomo IDが発行されている必要がある。
- Internet Explorer 6.0以上が動作対象となっている。
- 受信メールは10MBまたは1000通、送信メールは4MBまでが保存され、超える分については古い順に消去される。ファイルサイズの大きいメールを連続して受け取った場合、未読であっても短期間の内に消去されてしまう可能性がある。